# 額我略一世
聖額我略一世（拉丁語：Sanctus Gregorius PP. I Magnus；約540年—604年3月12日）於590年9月3日至604年3月12日岀任教宗。他是以一致歡呼的方式當選教宗。他主要以發起第一次大規模任務而聞名——額我略使命，使當時主要是異教徒的盎格魯-撒克遜人改變信仰，成為基督徒。額我略也以他的著作而聞名，他比其他前任教宗更多產。由於他的《對話錄》，使他在東方基督教中也有著「對話者聖額我略」尊號；因此東方文本的英語譯本有時會將他稱為額我略（Dialogos），或相等於盎格魯-拉丁語中的「Dialogus」，均源自於希臘語的διάλογος（對話）。
額我略是一位羅馬元老院的兒子，當他30歲時擔任羅馬城市行政官；在成為教宗大使和教宗之前，他住在自己家族土地所建立的一座修道院。雖然他是第一位有修道院背景的教宗，過去的從政經驗可能幫助了他成為一位才華橫溢的行政人員。在教宗任期之中，他對羅馬人民福利的管理，大大地改善了，甚至勝過帝王的管理，並且他在提比略二世面前挑戰了君士坦丁堡牧首尤提齊烏斯的神學觀點。額我略在西班牙和法國重新獲得了教宗的權力，並派傳教士前往英國，包括坎特伯雷的奧古斯丁及約克的波萊納斯；野蠻人從他們亞略教派的基督教聯盟重新對羅馬效忠，塑造了中世紀的歐洲。額我略看到法蘭克人、倫巴底人、西哥德人在宗教上與羅馬結盟，還與當時在北非特別流行的多納圖斯派異端邪說作鬥爭。
在整個中世紀，他被稱為“基督教崇拜之父”，因為他對當時的羅馬崇拜做出了非凡的努力。他對發展「預先祝聖的事奉聖禮」（Divine Liturgy of the Pre-sanctified Gifts）有所貢獻，往後仍在拜占庭禮中使用，以至他的重要性被普遍認為是事實上的奠基者。
額我略是拉丁教父之一，也是一名教會聖師；他被認為是天主教會、東正教會、普世聖公宗、各種信義宗派別和其他新教派別的聖人，死後受到大眾讚譽而冊封為聖人，被尊稱為「大教宗」。新教改革家约翰·加尔文非常欽佩額我略，並在他的基督教要義中宣稱額我略是最後一位好教宗。額我略是音樂家、歌手、學生和教師的主保聖人。

## 生平
教宗額我略一世出生於羅馬。初任職羅馬總督；後棄俗隱修，晉陞執事。579年奉命出使君士坦丁堡；586年回到羅馬。590年，教宗柏拉奇二世因瘟疫薨逝，额我略当时正准备去其他地方避难，但被人攔住，帶往聖伯多祿大殿，祝圣为主教，又被選為教宗。他處事賢明，以堅強的信德傳播福音，照顧窮人。593年伦巴第族侵犯罗马，最终由於教宗額我略一世的勸說，使得羅馬免遭劫難。他對新拜占廷皇帝福卡斯极为支持，使得福卡斯在教會内享有絕對權力并授予其普世牧首的头衔；同时教宗也很重視西方的蠻族，一直重視建立與倫巴第王后和墨洛温王后的關係；随後並派遣傳教士到不列顛傳道，克盡司牧聖職。
額我略一世曾發揚教會禮儀生活，整理拉丁聖樂，是天主教所封的四大“教會聖師”之一，創制了公众禮拜仪式；额我略赞美圣咏天主教会单声部或合唱的禮拜儀式音樂。在弥撒或祈祷仪式中用于伴唱，这也是教宗額我略一世在位时收集和整理的，因而以他得名；同時有關倫理學及神學著作甚多。在604年逝世。
在西欧向封建社会发展的过程中，教宗額我略一世利用当时的形势进行了一些改革，从而使罗马教会势力得到了空前的发展，罗马主教获得了西方教会的首席权威，这为基督教的广泛传播和奠定中世纪教宗制的雏形，打下了深厚的基础，也对后世产生了十分深远的影响。传言教宗十分谦逊，对于普世牧职之首他却称作为“天主众僕之僕”，且該定义一直沿袭至今。自8世纪时其被尊为教会圣师，由于业绩卓重影响久远，故别名又叫作圣大額我略。

## 修道院時期
在他父親去世後，額我略將他家的別墅改建為一座獻給使徒安德勒的修道院（在他死後，它被重新命名為聖大額我略堂）。在他沉思的生命中，額我略總結：“在內心的寂靜中，當我們通過沉思去密切關注內心時，我們彷彿對外面的一切都睡著了。”
額我略非常尊重修道院的生活，尤其是貧窮的誓言。因此當得知臥床的修道士偷了三枚金幣時，額我略迫其獨自死去作為贖罪的懲罰，然後將他的屍體和硬幣扔在糞堆上腐爛，譴責他：“帶著你的錢去滅亡”。額我略相信，即使在死前的今生，也可以開始對罪的懲罰。然而在修道士死後，額我略及時為他提供了30次彌撒，以在最後審判前幫助他的靈魂。他視成為修道士是“熱切追求造物主的視野”。他的三位姑姑都是以聖潔著稱的修女。然而，在最年長的兩位——特拉西拉和艾米利亞娜在看到他們的祖先教宗斐理斯三世的異像後去世後，最小的一位隨後就放棄了宗教生活，並嫁給了她的莊園管家。額我略對這個家庭醜聞的回應是“很多人被召喚，但很少有人被選中。”額我略的母親，西爾維婭本人是一位聖人。
最終，教宗柏拉奇二世任命額我略為執事，並請求他的幫助，試圖治癒意大利北部三個分會的分裂。然而，直到額我略離開後，這種分裂才得以治癒。

## 教廷大使（579-585）
579年，教宗柏拉奇二世選擇額我略作為教庭駐君士坦丁堡宮廷大使，後者一直擔任該職位到586年。額我略是羅馬代表團（包括平信徒和文職人員）中的一員，該代表團於578年抵達君士坦丁堡，請求皇帝提供軍事援助以對抗倫巴第人；由於拜占庭的軍隊集中在東方，這些請求結果並不成功。584年，教宗柏拉奇二世寫信給額我略，詳細說明羅馬在倫巴第人統治下所經歷的艱辛，並請他請求莫里斯皇帝派遣救援部隊；然而，莫里斯很久以前就決定，他會只會在陰謀和外交上抵抗倫巴第人，讓法蘭克人與他們對抗。額我略很快就明白，拜占庭皇帝不太可能派出這樣一支部隊，因為他們在東部與波斯人以及北部的阿瓦爾人和斯拉夫人之間存在更直接的困難。 
根據Ekonomou的說法，“如果額我略的主要任務是在皇帝面前為羅馬的前路懇求，那麼一旦帝國對意大利的政策變得明顯，他似乎就沒有什麼可做的了；過分強調自己主張的教宗代表很快就會成為滋擾並發現自己完全被排除在帝國的存在之外”。額我略已經招致了帝國的譴責，因為他就君士坦丁堡牧首約翰三世（John III Scholasticus）的合法性問題寫了冗長教會規範；約翰三世在歐提基烏斯（被查士丁尼驅逐）返回之前佔領了君士坦丁堡宗主教區長達12年。
額我略轉而與拜占庭城市的精英建立聯繫，他在那裡非常受城市上層階級的歡迎，“尤其是貴族女性”。Ekonomou推測，“雖然額我略可能已經成為君士坦丁堡大部分重要貴族的屬靈父親，但這種關係並沒能在皇帝面前有效地促進羅馬的利益”。儘管執事約翰的著作聲稱額我略“為意大利的救濟而努力工作”，但沒有證據表明他在任期內對教宗柏拉奇二世的任何目標取得重大進展。
額我略與牧首尤提齊烏斯的神學爭論會給額我略留下“對東方神學推測的苦澀味道”，這繼續正面地影響他進入教宗職位。根據西方消息來源，額我略與尤提齊烏斯在提比略二世之前的一次公開辯論中，額我略引用了一段聖經來支持基督在復活後是有形的和可觸知的觀點；據稱，由於這次交流，提比略二世下令焚燒尤提齊烏斯的著作。Ekonomou認為這一論點，雖然在西方資料中被誇大了，但作為額我略的“一個沒有結果子的啟示錄的成就”。實際上，因為額我略無法閱讀未翻譯的希臘權威著作，他才被迫依賴聖經。
額我略於585年離開君士坦丁堡前往羅馬，回到他在西里歐山上的修道院。額我略在590年以一致歡呼的方式當選為接替提比略二世，當時後者死於蔓延整個城市的瘟疫。次年9月，額我略被君士坦丁堡的一位帝國iussio承認（這是拜占庭教宗時期的常態）。 
在君士坦丁堡，額我略與年邁的君士坦丁堡牧首尤提齊烏斯發生爭執，後者發表了一篇關於復活的論文（現已失傳）；尤提齊烏斯堅持認為復活的身體“將比空氣更微妙，不再可觸及”，額我略則以路加福音24:39中復活基督的可觸及性反對他的論述。由於爭端無法解決，拜占庭皇帝提比略二世承諾進行仲裁，他決定支持可觸及性，並下令焚燒尤推基烏斯的書。額我略和尤推基烏斯都在不久後病倒，之後額我略康復了，但尤推基烏斯於582年4月5日去世，享年70歲；尤推基烏斯在臨終的時候放棄了不可觸及的主張，額我略亦不再追究這件事。

## 作品

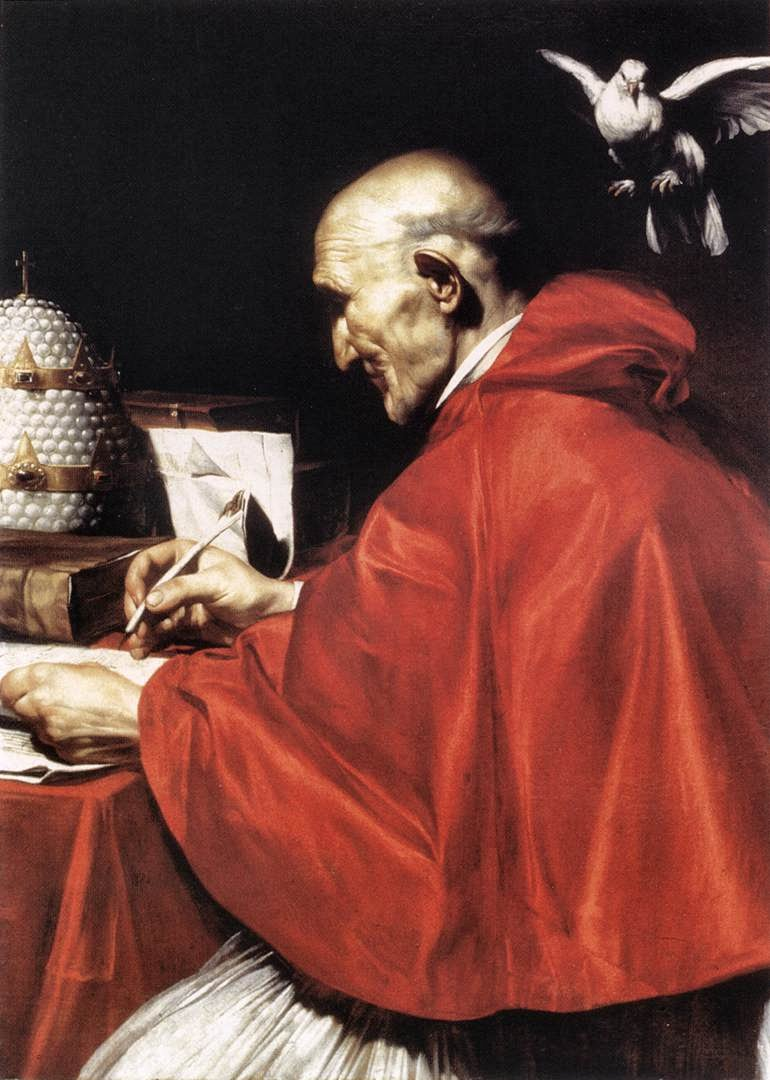
教宗額我略一世形象，約1614年繪

- 《教牧法规》

## 譯名列表
- 額我略一世：天主教香港教區禮儀委員會：禧年專頁 （页面存档备份，存于）作額我略。
- 國瑞一世：香港天主教教區檔案　歷任教宗作國瑞。
- 格列高列一世：《大英簡明百科知識庫》2005年版[永久]作格列高列。
- 格列高利一世：《英汉大词典》（第2版）作格列高利一世。
- 格雷戈里一世：《世界人名翻譯大辭典》1993年版作格雷戈里。
- 一世：國立編譯舘 （页面存档备份，存于）作。